# Porciano (Lamporecchio)
Porciano è una frazione del comune di Lamporecchio in provincia di Pistoia. Il borgo, di origini medioevali, si trova sulle pendici occidentali del Montalbano a circa 300 m slm, affacciato sulla Valdinievole.

## Origini del nome
Una delle ipotesi più accreditate sull'origine del nome di Porciano è riportata dal linguista Silvio Pieri  che lo deriva dalla gens Porcia, antica famiglia romana che aveva degli insediamenti in questa zona. La frazione è tristemente famosa per essere stato il luogo in cui avvenne la dolorosa vicenda di Italia Donati, negli anni '80 dell'800.

## Monumenti e luoghi d'interesse
Il borgo è caratterizzato da due torri medioevali e dalla chiesa di San Giorgio.
Le due Torri a pianta quadrata, dette Torre di sopra e Torre di sotto, costituiscono il simbolo identificativo della frazione.  Risalgono al 1200 e si ritiene che, insieme alla torre Vitoni di Collececioli e alla fortificazione del Colle di Montefiori (nella frazione di San Baronto), fossero parte integrante di un sistema difensivo a protezione della Valdinievole. Di esse è rimasta in piedi solo una parte stimata in circa il 50% dell'originale.
La chiesa di San Giorgio, risalente al XIII secolo, ospita al suo interno vari interessanti dipinti, fra cui una Madonna col Bambino del 1520 attribuita al pittore pistoiese Gerino Gerini.

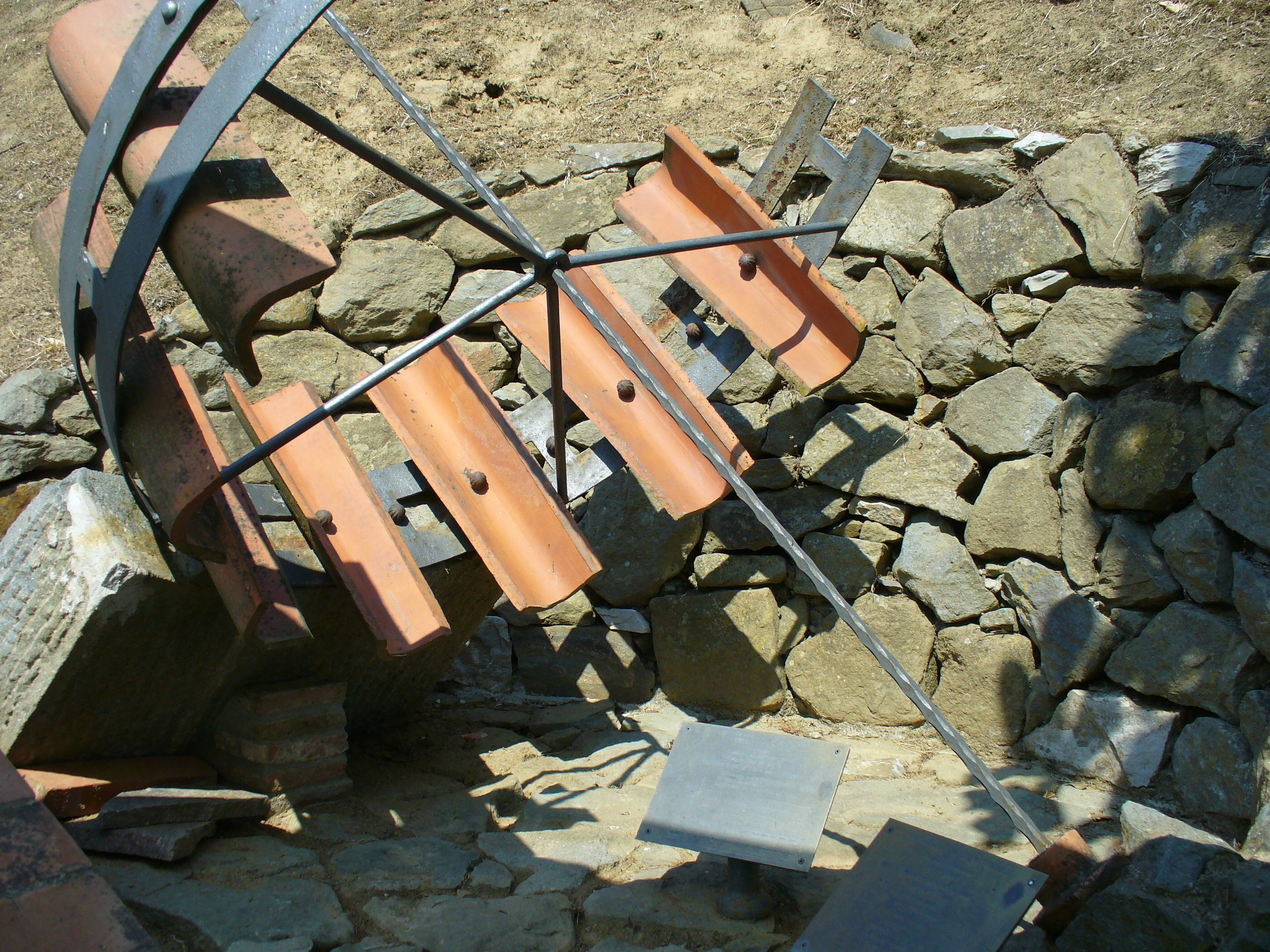
Meridiana equatoriale di Porciano

Nell'area verde di Porciano si può vedere una interessante meridiana progettata e realizzata nel 2002.